# صومعه تثلیث مقدس وانک (آختالا)
صومعه تثلیث مقدس وانک (ارمنی: Սուրբ Երրորդություն վանք؛ انگلیسی: Trinity) یک صومعه متعلق به کلیسای حواری ارمنی واقع در شهر آختالا، استان لوری ارمنستان می‌باشد. ساخت و ساز این ساختمان در سده ۱۳ام میلادی؛ به پایان رسید. این بنا به سبک معماری ارمنی طراحی شده است.

## نگارخانه

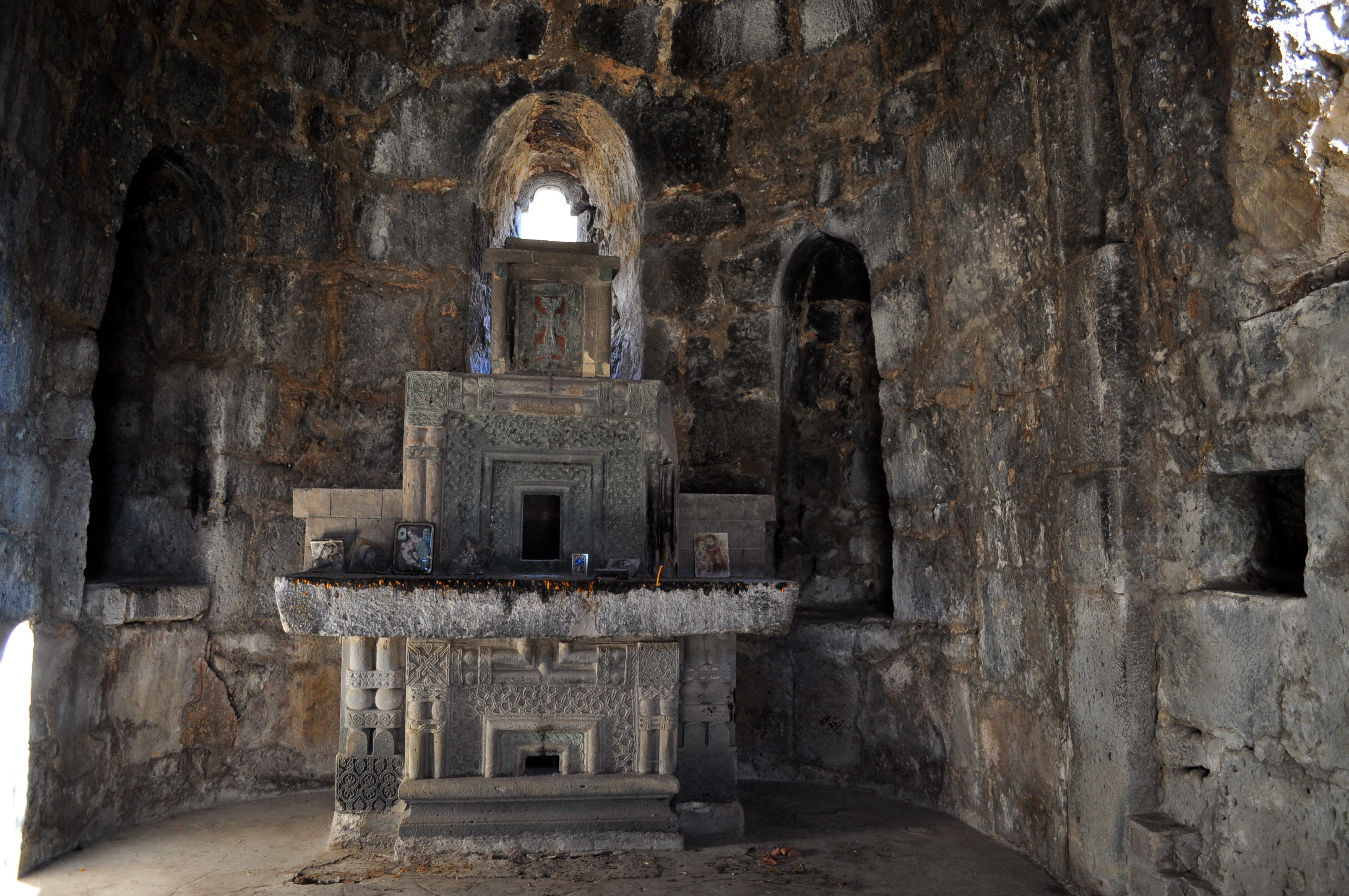
Սուրբ Երրորդության վանքի հարավային եկեղեցու բեմը